# Ceràmica vidrada

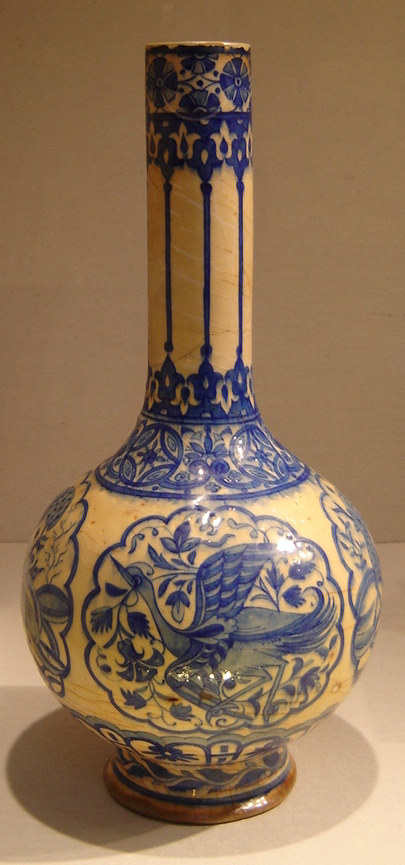
Ampolla iraniana de ceràmica vidrada del segle XVI

La terracota vidrada s'obté quan la peça cuita rep una capa vítria feta a partir del vernís de plom, també anomenat marzacotto. Va ser una invenció de la Xina en el segle iii aC, que després els antics romans varen introduir a Europa. La ceràmica vidrada es va utilitzar molt en el modernisme català.

## Procés
Es cobreix l'objecte de terracota amb pols d'òxid de plom i es fica al forn a una temperatura de 750 graus. Com que l'argila de la terracota conté silici, en entrar en contacte amb l'òxid de plom, es fusiona i apareix en tota la superfície una pel·lícula vítria transparent. Si, a més d'aquesta fusió, s'amalgama amb altres òxids, el resultat pot ser de color:
- Groc o marró amb òxid de ferro
- Verd, amb òxid de coure
- Blau, amb òxid de cobalt
- Porpra, amb òxid de manganès

A l'edat mitjana, se'n feia servir també un altre sistema: es mesclava un tipus d'argila de base silícica amb els subproductes del vi (brisa); després es molia finament la mescla i s'hi afegia òxid de plom. La massa que en resultava servia per a cobrir la terracota i acabar-la.

## Característiques
Com que el vernís de plom té un coeficient de dilatació superior a la mateixa terracota, poden aparèixer esquerdes per on s'escola el líquid. Si això passa, es poden desprendre sals verinoses en els aliments continguts. Cap al segle xix, es va descobrir que el vidrat es podia fer sense plom i es va començar a substituir per altres tipus de fundent.